# Live in Bucharest: The Dangerous Tour
Live in Bucharest: The Dangerous Tour – koncertowe DVD na żywo, Michaela Jacksona, wydane w 2005 roku. Zawiera ono kilka utworów z box setu The Ultimate Collection.

## Lista utworów
1. „Introduction"
2. „Jam”
3. „Wanna Be Startin’ Somethin’”
4. „Human Nature”
5. „Smooth Criminal”
6. „I Just Can’t Stop Loving You” (duet z Siedah Garrett)
7. „She’s Out of My Life”
8. „I Want You Back/The Love You Save”
9. „I’ll Be There”
10. „Thriller”
11. „Billie Jean”
12. „Black Panther” (Video Interlude)
13. „Workin’ Day and Night”
14. „Beat It”
15. „Will You Be There”
16. „Black or White”
17. „Heal the World”
18. „Man in the Mirror”
19. „Finale”
20. „Credits”

## Certifikaty
| Państwo       | Certyfikat  | Sprzedaż  |
| ------------- | ----------- | --------- |
| Australia     | 10x Platyna | 150,000   |
| Japonia       | Złoto       | 100,000   |
| Nowa Zelandia | 4x Platyna  | 20,000    |
| Polska        | Platyna     | 10,000    |
| Portugalia    | Platyna     | 8,000     |
| Hiszpania     | Platyna     | 25,000    |
| USA           | 6x Platyna  | 6,000,000 |